# Calligraphie latine
La calligraphie latine est associée à l'histoire de l'écriture en Europe avant et après l'utilisation de l'imprimerie et sur la base de l'alphabet latin des Romains.

## Présentation
Les manuscrits (pratique de la copie manuelle d'un livre) ont poussé à pratiquer l'écriture comme un art en y associant souvent l'enluminure ou l'illustration. Elle a connu une évolution constante. Petit à petit sont nées de nouvelles lettres (le V et le J), les espaces entre les mots, la ponctuation et l'emploi des majuscules et de titrages à partir des lettres décorées.

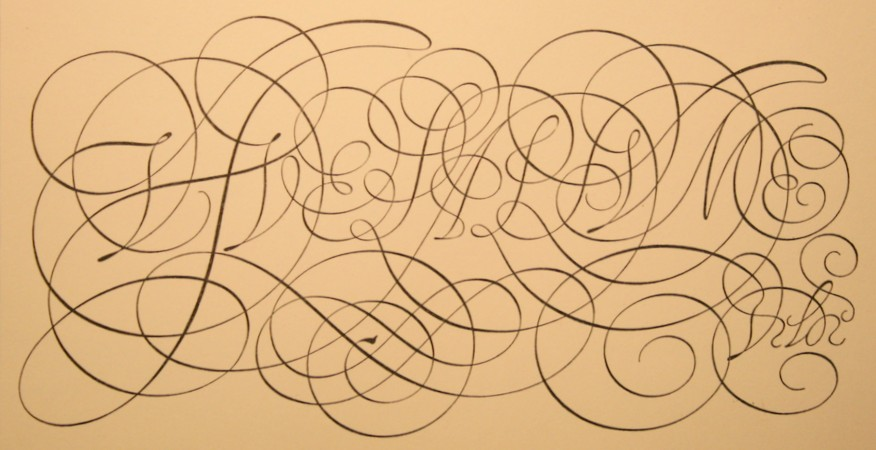
La devise Vive la plume tracée par le maître écrivain Jan van den Velde.

La pratique de la calligraphie latine est traditionnellement associée à la copie de manuscrits par les moines chrétiens. Pour eux, il s'agissait de beaucoup plus qu'un travail : c'était une forme de prière, qui était à la fois une louange et une ascèse. La calligraphie, qui nécessite — ne serait-ce que techniquement — une grande concentration, une sûreté des gestes acquise par une longue pratique, donc une hygiène de vie pouvant effectivement aller jusqu'à l'ascétisme, en dehors même de toute considération spirituelle, mais souvent associée de fait, était jusqu'à la fin du Moyen Âge une activité de religieux, comme les calligraphies non-occidentales.

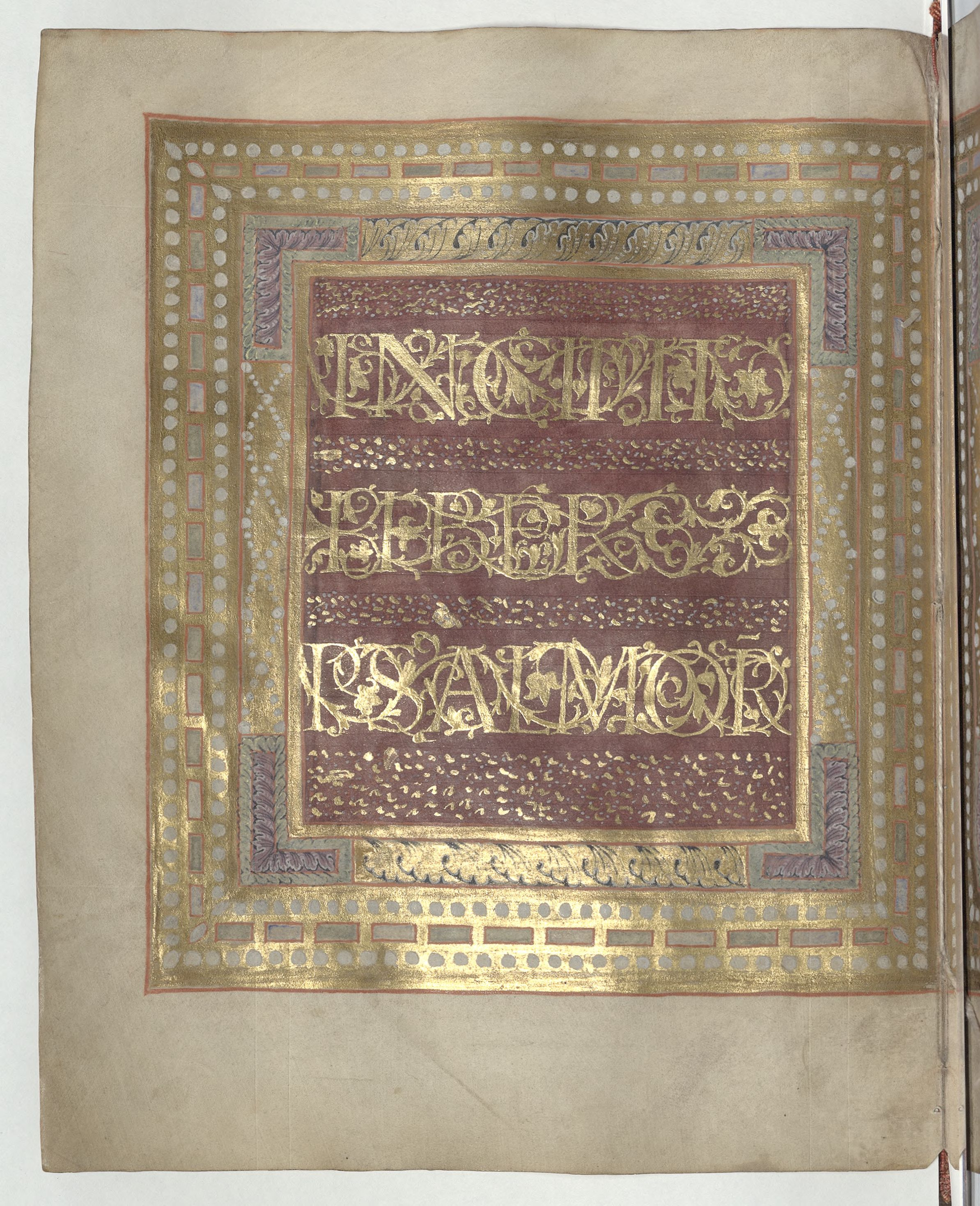
Incipit du psautier de Charles le Chauve (842-869).

Elle a évolué au gré des influences culturelles (la chancelière et la Renaissance), politiques (Charlemagne et sa caroline) et commerciales (la bâtarde flamande) et des innovations techniques (l'anglaise). Selon le support utilisé (cire, papyrus, parchemin et feuille), elle se pratique avec un style, un calame, une plume (plume d'oiseau, puis plume métallique), le pinceau plat ou pointu. L'écriture monumentale gravée sur la pierre, quelles que soient ses qualités esthétiques, ne peut être tout à fait assimilée à la calligraphie, dans l'impossibilité technique de pratiquer spontanément un « geste » calligraphique, mais elle n’en traduit pas moins une écriture préalablement dessinée. 

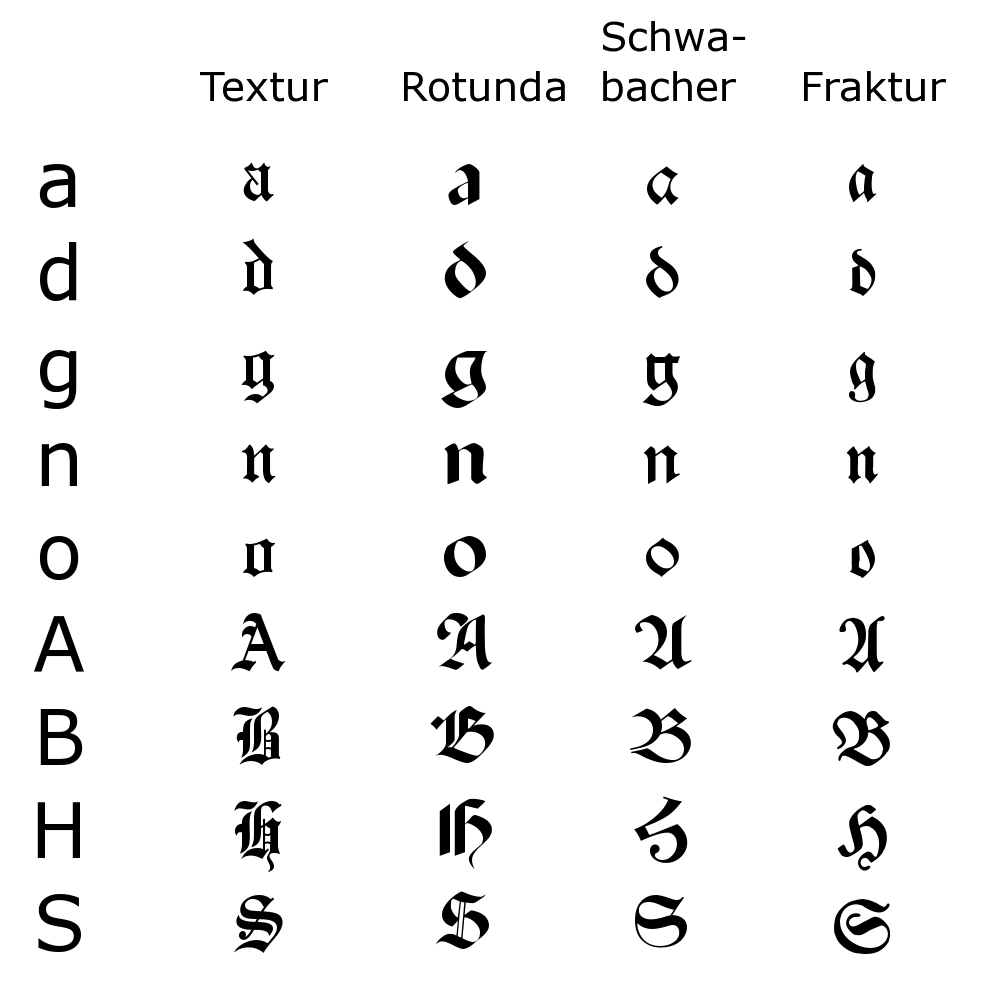
Quelques lettres tracées dans des écritures différentes

L'alphabet latin des débuts a donné naissance à une multitude de variantes regroupées en familles (dont des branches mortes) :
- les écritures romaines :
  - capitale, rustica, quadrata, onciale, semi-onciale ;
- les écritures insulaires (celtique) ;
- les écritures caroline puis gothique primitive ;
- les écritures gothiques :
  - textura, capitales lombardes, bâtarde anglaise et bâtarde flamande, fraktur, schwabacher, rotunda, cursive ;
- les écritures humanistiques :
  - capitales, chancelière (cancellaresca, ou écriture de chancellerie, également appelée pour l'imprimerie « italique ») ;
- les écritures françaises classiques : ronde, bâtarde, coulée, en usage jusqu'au XXe siècle et souvent abusivement confondues avec l'anglaise.
- les écritures anglaises.
- la gestuelle (calligraphie actuelle pratiquée avec des pinceaux, divers types de plumes, des outils détournés comme le tire-ligne, le folded-pen...). Le terme ne doit pas faire oublier que toute calligraphie est gestuelle.

Exemple d'une police de caractère typographique imitant l'écriture calligraphiée à la plume

L'arrivée de l'imprimerie et de la presse de Gutenberg signifie la fin des manuscrits dans les livres. À cette époque, la calligraphie latine influence tour à tour les premiers caractères en plomb (la première bible de Gutenberg, en gothique textura ; les bâtardes gravées de Geoffroy Tory), puis subit à son tour son influence (anglaise ou copperplate en anglais, qui signifie « plaque de cuivre [gravée] »). Elle a cependant continué d'être enseignée à l'école jusqu'au milieu du XXe siècle avec l'écriture à la plume fine, ses pleins et ses déliés, sur la base d'une ronde ou d'une anglaise simplifiée.
La calligraphie a été pratiquée en permanence jusqu'à l'apparition de la mécanographie : tous les actes publics et privés, les édits royaux, les traités, étaient écrits à la main. Chaque souverain se devait de nommer un ou plusieurs maîtres écrivains, une belle calligraphie étant au même titre que d'autres arts une manifestation de prestige.

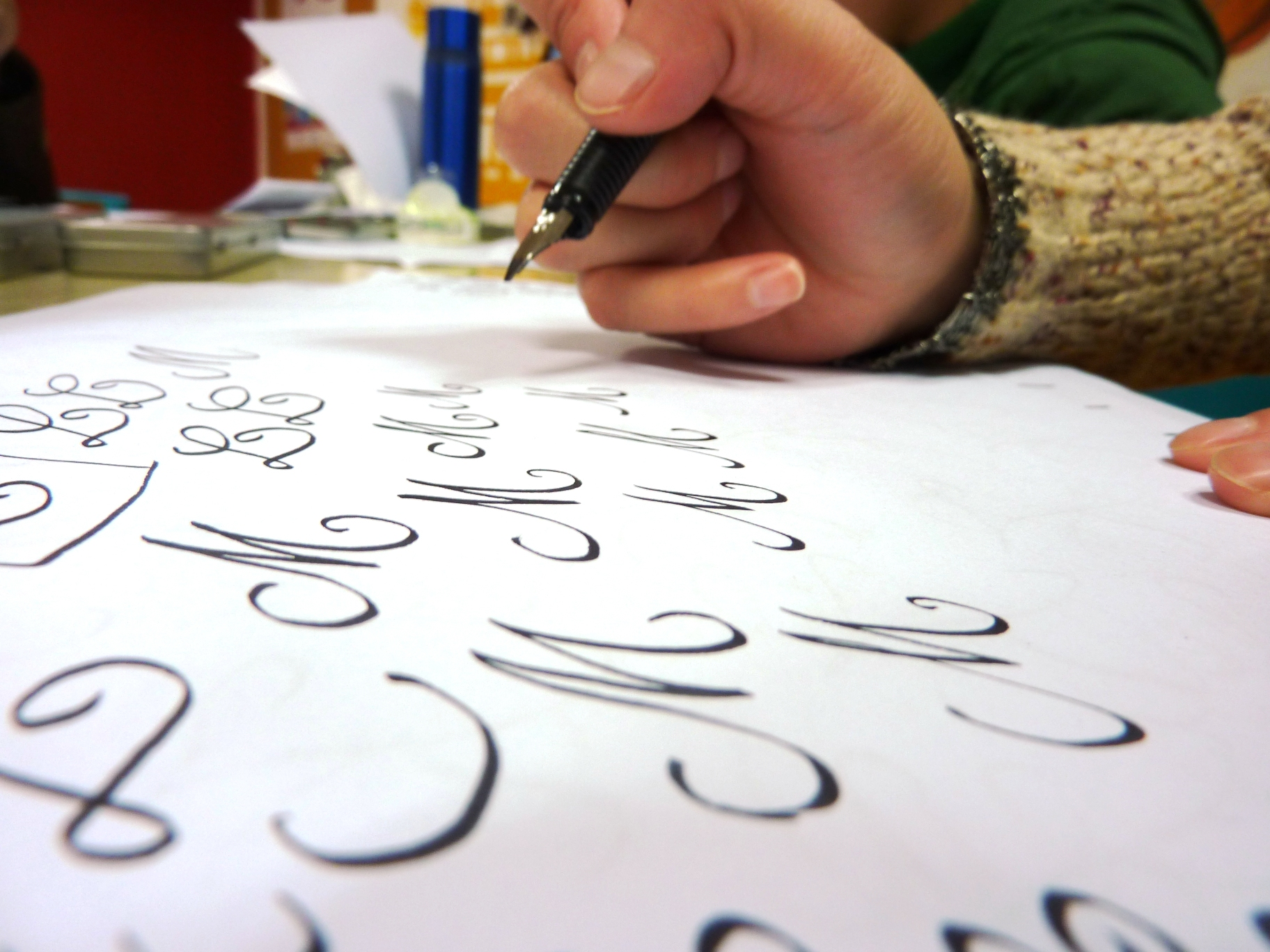
Enseignement de l'écriture dans une Alliance française

L'enseignement de l'écriture réduit au minimum, puis le traitement de texte l'ont fait disparaître de la vie courante, mais elle reste le lieu d'une recherche graphique plus qu'active aujourd'hui, avec l'apparition de nouveaux styles, comme la « gestuelle » (terme équivoque, toute calligraphie étant par essence gestuelle), l'utilisation d'outils fabriqués (foldedpen) et l'utilisation de techniques mixtes. Notons que si elle est détrônée par la typographie, grande pourvoyeuse de nouvelles polices d'écriture, elle sert souvent d'inspiration à celle-ci, puisqu'on trouve nombre de polices imitant la calligraphie manuelle (police Choc de Roger Excoffon, inspirée des coups de pinceau de la calligraphie orientale ; police Zapfino, inspirée de l'écriture « à la plume », du typographe Hermann Zapf). En retour, la typographie a suscité l’écriture scripte, où les caractères sont tracés manuellement mais sans liaisons entre eux.
De nos jours, elle est présente partout autour de nous, dans la publicité, les logotypes, les étiquettes de produits, les enveloppes (art postal), mais aussi sur les murs (graffiti). La calligraphie présente de plus un retour en force dans les arts au travers de nombreux stages organisés de manière locale ou nationale, mais aussi par un nombre croissant d'expositions. La calligraphie contemporaine s’appuie d’ailleurs sur bon nombre de techniques externes tels que la Mise en page, la théorie des couleurs, allant parfois jusqu'à l'abstraction de la lettre ou son intégration à des fins purement visuelles et non signifiantes comme dans le cas d'auteurs tels que Denise Lach.
Une des dernières pistes de recherche actuelles de la calligraphie s'exprime à travers le lightgraff, ou calligraphie lumineuse.

## Reconnaissance et statut

### En France
Sa pratique est répertoriée par l'Inventaire du patrimoine culturel immatériel en France.
Claude Médiavilla a travaillé à la rédaction de plusieurs ouvrages afin de rendre compte de l'histoire de la calligraphie latine. Ses ouvrages font référence, notamment son Histoire de la calligraphie française.
Le scriptorium de Toulouse, qui était actif à l'école des Beaux-Arts de Toulouse de 1968 à 1986, puis s'est poursuivi en-dehors de l'école entre 1987 et 2005, a formé bon nombre de calligraphes français aujourd'hui en activité, dont Claude Médiavilla.
De nos jours, l'enseignement se fait au travers d'associations réparties inégalement sur le territoire français, et à l'occasion de stages donnés par les calligraphes. 
- À Paris, on peut citer la Maison de la Calligraphie[3] et les stages donnés par le célèbre calligraphe Julien Chazal[4], auteur de nombreux ouvrages pédagogiques destinés à enseigner la calligraphie latine.

- À Lyon, l'association Les Chemins de l'écriture donne des cours et des stages[5] .

- En région bordelaise, la calligraphe Laurence Bucourt[6] donne des cours et des stages dans l'association Lettres et images. La calligraphe Noémie Keren[7] donne des cours et des stages de calligraphie à Saint-Émilion[8]. Elle a publié plusieurs ouvrages, notamment le Manuel de Calligraphie Anglaise[9].